# Inken
Inken ist ein weiblicher Vorname. Er ist die friesische Variante von Ingeborg.

## Bekannte Namensträgerinnen
- Inken Baller (* 1942), deutsche Architektin
- Inken Baxmeier (* 1988), deutsche Synchronsprecherin und Juristin
- Inken Becher (* 1978), deutsche Fußballspielerin
- Maren-Inken Bielenberg (* 1944), deutsche Kinderdarstellerin
- Inken Formann (* 1976), deutsche Landschaftsarchitektin
- Inken Gallner (* 1964), deutsche Juristin
- Inken-Viktoria Henningsen (* 1993), deutsche Basketballspielerin
- Inken Hilgenfeld (* 1974), deutsche Konzeptkünstlerin
- Inken von Platen-Hallermund (* 1975), deutsche Vielseitigkeitsreiterin und Pferdesportfunktionärin
- Inken Prohl (* 1965), deutsche Religionswissenschaftlerin und Japanologin
- Inken Rahardt, deutsche Intendantin, Regisseurin, Autorin und Opernsängerin
- Inken Schmidt-Voges (* 1973), deutsche Historikerin
- Inken Schönauer (* 1973), deutsche Journalistin
- Inken Sommer (1937–2018), deutsche Drehbuchautorin und Synchronsprecherin
- Inken Terjung (* 1996), deutsche Leichtathletin
- Inken Wienefeld (* 1992), deutsche Badmintonspielerin